# (4824) Stradonice
(4824) Stradonice (1986 WL1) – planetoida z pasa głównego asteroid okrążająca Słońce w ciągu 3,46 lat w średniej odległości 2,29 j.a. Odkryta 25 listopada 1986 roku.